# Dirka po Italiji 2003
Dirka po Italiji 2003 (italijansko Giro d'Italia 2003) je 86. izvedba dirke po Italiji, tritedenske moške cestne kolesarske etapne dirke. Začela se je 10. maja v Lecceju in končala 1. junija v Milanu. Sodelovalo je 170 kolesarjev iz 19-ih ekip. Rožnato majico je drugič osvojil Gilberto Simoni (Saeco Macchine per Caffè), drugo mesto Stefano Garzelli (Vini Caldirola–So.di), tretje pa Jaroslav Popovič (Landbouwkrediet–Colnago). Vijolično majico je osvojil Gilberto Simoni, zeleno majico Fredy González (Colombia–Selle Italia), modro majico pa Magnus Bäckstedt (Team Fakta).

## Ekipe
1. razred 
- Alessio
- Domina Vacanze–Elitron
- Fassa Bortolo
- FDJeux.com
- Gerolsteiner
- Kelme–Costa Blanca
- Lampre
- Landbouwkrediet–Colnago
- Lotto–Domo
- Saeco Macchine per Caffè
- Team Fakta
- Vini Caldirola–So.di

2. razred 
- CCC–Polsat
- Ceramiche Panaria–Fiordo
- Colombia–Selle Italia
- De Nardi–Colpack
- Formaggi Pinzolo Fiavè
- Mercatone Uno–Scanavino
- Tenax–Garda Calze

## Etape
| Etapa | Datum    | Štart/Cilj                         | Razdalja    | Tip         | Tip                  | Zmagovalec                |             |
| ----- | -------- | ---------------------------------- | ----------- | ----------- | -------------------- | ------------------------- | ----------- |
| 1     | 10. maj  | Lecce – Lecce                      | 201 km      |             | ravninska etapa      | Alessandro Petacchi (ITA) |             |
| 2     | 11. maj  | Copertino – Matera                 | 177 km      |             | ravninska etapa      | Fabio Baldato (ITA)       |             |
| 3     | 12. maj  | Policoro – Terme Luigiane          | 145 km      |             | hribovita etapa      | Stefano Garzelli (ITA)    |             |
| 4     | 13. maj  | Terme Luigiane – Vibo Valentia     | 170 km      |             | hribovita etapa      | Robbie McEwen (AUS)       |             |
| 5     | 14. maj  | Messina – Catania                  | 176 km      |             | hribovita etapa      | Alessandro Petacchi (ITA) |             |
|       | 15. maj  | dan počitka                        | dan počitka | dan počitka | dan počitka          | dan počitka               | dan počitka |
| 6     | 16. maj  | Maddaloni – Avezzano               | 222 km      |             | hribovita etapa      | Alessandro Petacchi (ITA) |             |
| 7     | 17. maj  | Avezzano – Monte Terminillo        | 146 km      |             | gorska etapa         | Stefano Garzelli (ITA)    |             |
| 8     | 18. maj  | Rieti – Arezzo                     | 214 km      |             | ravninska etapa      | Mario Cipollini (ITA)     |             |
| 9     | 19. maj  | Arezzo – Montecatini Terme         | 160 km      |             | ravninska etapa      | Mario Cipollini (ITA)     |             |
| 10    | 20. maj  | Montecatini Terme – Faenza         | 202 km      |             | hribovita etapa      | Kurt Asle Arvesen (NOR)   |             |
| 11    | 21. maj  | Faenza – San Donà di Piave         | 222 km      |             | ravninska etapa      | Robbie McEwen (AUS)       |             |
| 12    | 22. maj  | San Donà di Piave – Monte Zoncolan | 185 km      |             | gorska etapa         | Gilberto Simoni (ITA)     |             |
| 13    | 23. maj  | Pordenone – Marostica              | 149 km      |             | ravninska etapa      | Alessandro Petacchi (ITA) |             |
| 14    | 24. maj  | Marostica – Alpe di Pampeago       | 162 km      |             | gorska etapa         | Gilberto Simoni (ITA)     |             |
| 15    | 25. maj  | Merano – Bolzano                   | 42.5 km     |             | posamični kronometer | Aitor González (ESP)      |             |
| 16    | 26. maj  | Arco – Pavia                       | 207 km      |             | ravninska etapa      | Alessandro Petacchi (ITA) |             |
|       | 27. maj  | dan počitka                        | dan počitka | dan počitka | dan počitka          | dan počitka               | dan počitka |
| 17    | 28. maj  | Salice Terme – Asti                | 117 km      |             | ravninska etapa      | Alessandro Petacchi (ITA) |             |
| 18    | 29. maj  | Sanuario di Vicoforte – Chianale   | 174 km      |             | gorska etapa         | Dario Frigo (ITA)         |             |
| 19    | 30. maj  | Canelli – Cascata del Toce         | 239 km      |             | gorska etapa         | Gilberto Simoni (ITA)     |             |
| 20    | 31. maj  | Cannobio – Cantù                   | 133 km      |             | ravninska etapa      | Giovanni Lombardi (ITA)   |             |
| 21    | 1. junij | Milano – Milano                    | 33 km       |             | posamični kronometer | Sergij Gončar (UKR)       |             |
|       | Skupaj   | Skupaj                             | 3476.5 km   | 3476.5 km   | 3476.5 km            | 3476.5 km                 | 3476.5 km   |

## Razvrstitev po klasifikacijah
| Etapa  | Zmagovalec          | Rožnata majica ·    | Vijolična majica ·  | Zelena majica · | Modra majica ·   | Ekipno po času   | Ekipne po točkah         |
| ------ | ------------------- | ------------------- | ------------------- | --------------- | ---------------- | ---------------- | ------------------------ |
| 1      | Alessandro Petacchi | Alessandro Petacchi | Alessandro Petacchi | brez            | Andris Naudužs   | De Nardi–Colpack | Ceramiche Panaria–Fiordo |
| 2      | Fabio Baldato       | Alessandro Petacchi | Alessandro Petacchi | Fredy González  | Mario Cipollini  | Alessio          | Alessio                  |
| 3      | Stefano Garzelli    | Alessandro Petacchi | Alessandro Petacchi | Fredy González  | Andris Naudužs   | Alessio          | Alessio                  |
| 4      | Robbie McEwen       | Alessandro Petacchi | Alessandro Petacchi | Fredy González  | Andris Naudužs   | Alessio          | Alessio                  |
| 5      | Alessandro Petacchi | Alessandro Petacchi | Alessandro Petacchi | Fredy González  | Moreno di Biase  | Alessio          | Alessio                  |
| 6      | Alessandro Petacchi | Alessandro Petacchi | Alessandro Petacchi | Fredy González  | Moreno di Biase  | Alessio          | Fassa Bortolo            |
| 7      | Stefano Garzelli    | Stefano Garzelli    | Alessandro Petacchi | Fredy González  | Moreno di Biase  | Saeco            | Alessio                  |
| 8      | Mario Cipollini     | Stefano Garzelli    | Alessandro Petacchi | Fredy González  | Moreno di Biase  | Saeco            | Alessio                  |
| 9      | Mario Cipollini     | Stefano Garzelli    | Alessandro Petacchi | Fredy González  | Moreno di Biase  | Saeco            | Domina Vacanze–Elitron   |
| 10     | Kurt Asle Arvesen   | Gilberto Simoni     | Alessandro Petacchi | Fredy González  | Moreno di Biase  | Saeco            | Domina Vacanze–Elitron   |
| 11     | Robbie McEwen       | Gilberto Simoni     | Alessandro Petacchi | Fredy González  | Moreno di Biase  | Saeco            | Fassa Bortolo            |
| 12     | Gilberto Simoni     | Gilberto Simoni     | Alessandro Petacchi | Fredy González  | Moreno di Biase  | Lampre           | Fassa Bortolo            |
| 13     | Alessandro Petacchi | Gilberto Simoni     | Alessandro Petacchi | Fredy González  | Moreno di Biase  | Lampre           | Fassa Bortolo            |
| 14     | Gilberto Simoni     | Gilberto Simoni     | Alessandro Petacchi | Fredy González  | Moreno di Biase  | Lampre           | Fassa Bortolo            |
| 15     | Aitor González      | Gilberto Simoni     | Alessandro Petacchi | Fredy González  | Magnus Bäckstedt | Lampre           | Fassa Bortolo            |
| 16     | Alessandro Petacchi | Gilberto Simoni     | Alessandro Petacchi | Fredy González  | Magnus Bäckstedt | Lampre           | Fassa Bortolo            |
| 17     | Alessandro Petacchi | Gilberto Simoni     | Alessandro Petacchi | Fredy González  | Magnus Bäckstedt | Lampre           | Fassa Bortolo            |
| 18     | Dario Frigo         | Gilberto Simoni     | Stefano Garzelli    | Fredy González  | Magnus Bäckstedt | Saeco            | Fassa Bortolo            |
| 19     | Gilberto Simoni     | Gilberto Simoni     | Gilberto Simoni     | Fredy González  | Magnus Bäckstedt | Saeco            | Fassa Bortolo            |
| 20     | Giovanni Lombardi   | Gilberto Simoni     | Gilberto Simoni     | Fredy González  | Magnus Bäckstedt | Saeco            | Fassa Bortolo            |
| 21     | Sergij Gončar       | Gilberto Simoni     | Gilberto Simoni     | Fredy González  | Magnus Bäckstedt | Lampre           | Fassa Bortolo            |
| Skupaj | Skupaj              | Gilberto Simoni     | Gilberto Simoni     | Fredy González  | Magnus Bäckstedt | Lampre           | Fassa Bortolo            |

## Končna razvrstitev
| Legenda | Legenda                                  | Legenda | Legenda                                       |
| ------- | ---------------------------------------- | ------- | --------------------------------------------- |
|         | Predstavlja vodilnega v skupnem seštevku |         | Predstavlja vodilnega v razvrstitvi Intergiro |
|         | Predstavlja vodilnega po točkah          |         | Predstavlja vodilnega v gorski razvrstitvi    |